# Alexis Mundo
Alexis Mundo – wenezuelski judoka. 
Uczestnik mistrzostw świata w 1979. Wicemistrz igrzysk panamerykańskich w 1979. Brązowy medalista igrzysk Ameryki Środkowej i Karaibów w 1978 roku.